# جويل كامبل
جويل كامبل (بالإسبانية: Joel Campbell)‏؛ مواليد 26 يونيو 1992 في كوستاريكا، هو لاعب كرة قدم كوستاريكي يلعب لنادي أرسنال ومنتخب كوستاريكا لكرة القدم.

## مسيرته الكروية
لعب جويل كامبل خلال مسيرته الاحترافية مع 10 أندية في أربعة عشر موسمًا وسجل خلالها 25 هدفًا ضمن 210 مباراة. حيث فاز في موسم واحد بالكأس وفي موسمين بالدوري.
خاض جويل كامبل مسيرته مع نادي ديبورتيفو سابريسا في موسم 2009–10 ولمدة موسمين، مشاركًا في 3 مباريات ولم يسجل أي هدف. ثم انتقل إلى Asociación Deportiva Municipal Puntarenas ‏ في موسم 2010–11 لمدة موسم واحد، حيث شارك في 5 مباريات ولم يسجل أي هدف أيضًا. لينتقل بعدها إلى نادي لوريان في موسم 2011–12 لمدة موسم واحد، مشاركًا في 25 مباراة سجل خلالها 3 أهداف. ثم انتقل إلى نادي ريال بيتيس في موسم 2012–13 في المرة الأولى لمدة موسم واحد ثم في موسم 2017–18 لمدة موسم واحد، مشاركًا طوالها في 36 مباراة سجل خلالها 4 أهداف. هذا وانتقل لاحقًا إلى نادي أولمبياكوس في موسم 2013–14 لمدة موسم واحد، مشاركًا في 32 مباراة سجل خلالها 8 أهداف. ثم انتقل بعدها إلى نادي فياريال في موسم 2014–15 لمدة موسم واحد، مشاركًا في 16 مباراة سجل خلالها هدفًا واحدًا. ليعود وينتقل من جديد، لكن هذه المرة إلى نادي أرسنال في موسم 2015–16 لمدة موسم واحد، مشاركًا في 23 مباراة سجل خلالها 3 أهداف. لينتقل بعدها إلى نادي سبورتينغ لشبونة في موسم 2016–17 لمدة موسم واحد، مشاركًا في 19 مباراة سجل خلالها 3 أهداف أيضًا. ثم لعب في نادي كلوب ليون في موسم 2018–19 ولمدة موسمين، مشاركًا في 34 مباراة سجل خلالها 3 أهداف أيضًا.

## روابط خارجية
- جويل كامبل على موقع الاتحاد الدولي (مؤرشف)  (الإنجليزية)
- جويل كامبل على موقع الاتحاد الأوربي (الإنجليزية)
- جويل كامبل على موقع إي إس بي إن إف سي (الإنجليزية)
- جويل كامبل على موقع قاعدة بيانات كرة القدم.إي يو (الإنجليزية)
- جويل كامبل على موقع ليكيب (الفرنسية)
- جويل كامبل على موقع ناشيونال فوتبول تيمز (الإنجليزية)
- جويل كامبل على موقع Soccerbase.com (لاعب) (الإنجليزية)
- جويل كامبل على موقع Soccerway.com (الإنجليزية)
- جويل كامبل على موقع عالم كرة القدم.نت (الإنجليزية)
- جويل كامبل على موقع كووورة